# Uncharted: The Nathan Drake Collection
Uncharted: The Nathan Drake Collection is een action-adventure- en third-person shooterspel voor de PlayStation 4 en is ontwikkeld door Bluepoint Games. Het betreft een remaster van de eerste drie games uit de Uncharted-reeks welke oorspronkelijk enkel voor de PlayStation 3 ontwikkeld waren door Naughty Dog.

## Verhaal
Nathan Drake treedt in de voetsporen van zijn voorvader Sir Francis Drake, een bekende schattenjager. Hij zoekt in Zuid-Amerika, samen met zijn vriend en vaderfiguur Victor Sullivan en zijn vriendin en journaliste Elena Fisher, naar de verloren schat van El Dorado. 
Op dit avontuur belandt Drake in Nepal en de Himalaya, op zoek naar de verloren stad Shambhala. Opnieuw gaat hij samen op pad met Victor Sullivan en Elena Fisher, die later in het spel voorkomen. 
Het spel gaat vooral over de relatie tussen Victor Sullivan en Nathan Drake, waarbij ze samen op zoek zijn naar Ubar; een verloren stad in de Arabische woestijn. 

## Ontvangst
| \| Recensiescore \| Recensiescore \| \| Recensieverzamelaar \| Score \| \| ------------------- \| ------------- \| \| GameRankings \| 86,66%[1] \| \| Metacritic \| 86/100[2] \| \| Publicist \| Score \| \| Gamer.nl \| 9/10[3] \| \| InsideGamer \| 8,7/10[4] \| \| Power Unlimited \| 90/100[5] \| \| Tweakers \| 8,5/10[6] \| |        |
| Recensiescore |        |
| Recensieverzamelaar | Score  |
| GameRankings | 86,66% |
| Metacritic | 86/100 |
| Publicist | Score  |
| Gamer.nl | 9/10   |
| InsideGamer | 8,7/10 |
| Power Unlimited | 90/100 |
| Tweakers | 8,5/10 |